# Resolve (Lagwagon)
Resolve is het zevende studioalbum van de Amerikaanse punkband Lagwagon, uitgegeven op 1 november 2005 door het label Fat Wreck Chords. Het is opgedragen aan Derrick Plourde, de voormalige drummer van Lagwagon, die op 30 maart 2005 zelfmoord pleegde. Alle nummers van het album zijn geschreven na zijn dood.
Het is tevens het laatste album waar bassist Jesse Buglione op speelde. Hij verliet de band in 2010.
Op 1 december 2005 verscheen er een videoclip voor het nummer "Heartbreaking Music". Het was bedoeld als eerbetoon aan Plourde.

## Nummers
1. "Heartbreaking Music" - 2:22
2. "Automatic" - 3:16
3. "Resolve" - 2:07
4. "Virus" - 3:31
5. "Runs in the Family" - 1:56
6. "The Contortionist" - 3:24
7. "Sad Astronaut" - 3:01
8. "Rager" - 1:21
9. "The Worst" - 2:30
10. "Creepy" - 1:32
11. "Infectious" - 3:50
12. "Days of New" (bevat een verborgen nummer getiteld "The Chemist") - 10:53
13. "Fallen" (alleen via iTunes verkrijgbaar)